# Nowi Petriwci
Nowi Petriwci (ukr. Нові Петрівці) – wieś na Ukrainie, w obwodzie kijowskim, rejonie wyszogrodzkim na północ od Kijowa. Na obrzeżach wsi znajduje się Meżyhirja, dawna rezydencja Wiktora Janukowycza. W pobliżu znajduje się również ośrodek szkolenia Gwardii Narodowej Ukrainy.